# Lingua kati
Il kati (o kativiri o bashgali) è una lingua appartenente alla Famiglia linguistica delle Lingue indoiraniche sottogruppo Lingue nuristani, parlata in Afghanistan, nella Provincia di Nurestan, ed in alcuni villaggi del distretto di  Chitral, in Pakistan.

## Dialetti
La lingua è divisa in numerosi dialetti e viene parlata in due regioni separate da valli in cui viene parlata la Lingua prasun.
Secondo alcuni studiosi, anche la Lingua kamviri è da considerarsi un dialetto del Kati, il che farebbe diventare quest'ultima, la lingua del gruppo nuristani, più parlata.